# Estación de Syntagma
La estación de Syntagma forma parte de las líneas 2 y 3 del Metro de Atenas. Ubicado por la avenida Amalia ante el monumento del soldado desconocido en Atenas y tomó su nombre de la plaza Syntagma, en el que se encuentra la entrada principal - que deja. Inaugurado el 28 de enero de 2000 y la forma actual data de 2004. Es enteramente estación de metro plantas con cocinas eléctricas fijas y el desplazamiento y ofrece la posibilidad de transferencia entre las dos líneas de servicio.

## Servicios

### Metro de Atenas
| << cabecera | < estación   | línea   | estación >   | cabecera >> |
| ----------- | ------------ | ------- | ------------ | ----------- |
| Anthoupoli  | Panepistimio | Línea 2 | Akropoli     | Elliniko    |
| Nikaia      | Monastiraki  | Línea 3 | Evangelismos | Aeropuerto  |

### Tranvía de Atenas
| << cabecera      | < estación | línea       | estación > | cabecera >> |
| ---------------- | ---------- | ----------- | ---------- | ----------- |
| SEF              | Zappeio    | Aristotelis | terminal   | terminal    |
| Asklipiio Voulas | Zappeio    | Platonas    | terminal   | terminal    |

- Datos: Q3511631
- Multimedia: Syntagma metro station / Q3511631